# Josep Pujiula i Vila
Josep Pujiula i Vila (Argelaguer, 31 de maig 1937 - Argelaguer, 2 de juny de 2016), també conegut com el Garrell, l'home de les cabanes o el Tarzan d'Argelaguer, fou un torner retirat que va dedicar 45 anys a construir i reconstruir el parc de Can Sis Rals o les Cabanes d'Argelaguer, que eren unes construccions de fusta formant torres, casetes i un laberint, a més d'un sistema d'estancs i escultures. És un exemple destacat del que es coneix com a paisatgisme visionari, una de les formes que revesteix l'art brut.

## Primera construcció
Als anys 70, va començar per construir una barraca al costat del riu Fluvià, per guardar-hi una barca, i va anar fent més construccions fins a tenir un vilatge sencer amb més barraques i una casa de tres plantes, connectades per ponts i amb alguna torre.
Es va trobar que molta gent hi entrava i la destruïa, per això ho va desmuntar tot.

## Segona temptativa
Més endavant, va començar un projecte més ambiciós, i es va dedicar a construir el parc amb torres de 30 metres i gairebé un quilòmetre de galeries, tot fet amb branques d'acàcia. Va afegir-hi un laberint que protegia l'entrada dels visitants indesitjables.

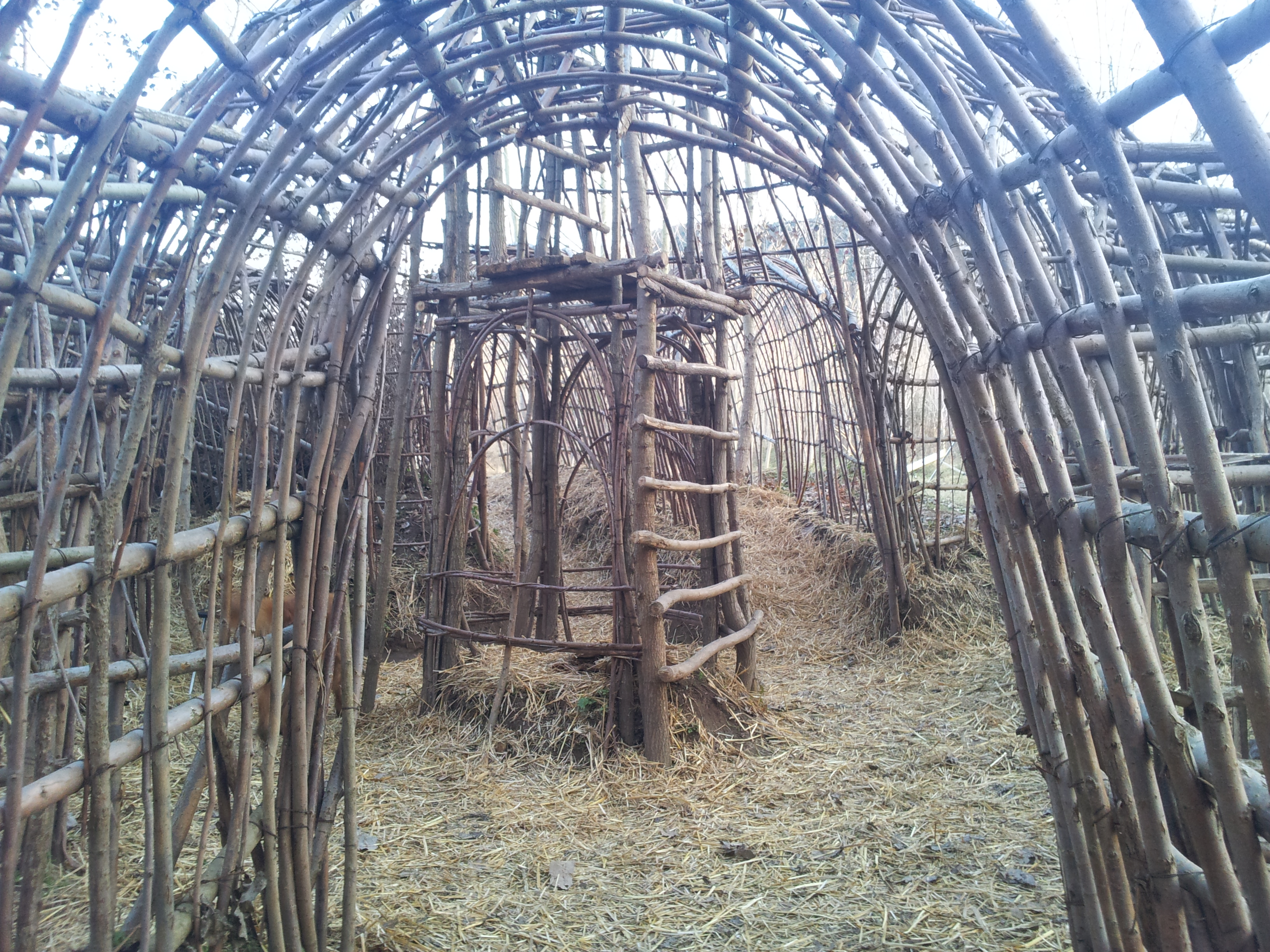
Imatge del laberint de Can Sis Rals

L'any 2002, va tornar a desmuntar-ho a causa del pas de la nova autovia N-260 d'Argelaguer a Olot i l'al·legalitat del parc.

## Documentaris
El juliol de 2013 es va estrenar a Argelaguer i posteriorment en televisió el documental Garrell, El Tarzan d'Argelaguer, dels realitzadors Marc Barceló i Josep Serra.
El 7 d'abril del 2014 fou estrenat el documentari Sobre la marxa, dirigit per Jordi Morató. El 2014, rebé el premi al millor llargmetratge documentari al Festival Alcances (Cadis).

## Protecció i futur
El restant de les escultures i les cabanes ha estat declarat com a Bé cultural d'interès local pel ple del Consell Comarcal de la Garrotxa. Amb aquest distintiu, s'evita que l'Agència Catalana de l'Aigua i el Ministeri de Foment puguin ordenar el desmantellament complet del lloc.
L'ajuntament d'Argelaguer tenia previst obrir-lo al públic, parcialment, a la primavera del 2015.
Actualment ja no hi queda pràcticament res del que havia estat.